# 악령의 관
《악령의 관》(영어: The Serpent and the Rainbow)은 미국에서 제작된 웨스 크레이븐 감독의 1988년 공포 영화이다. 빌 풀먼 등이 출연하였고, 데이비드 래드 등이 제작에 참여하였다.

## 출연
- 빌 풀먼
- 캐시 타이슨
- 제이크스 모카이
- 폴 윈필드
- 브렌트 제닝스
- 콘래드 로버츠
- 마이클 고프
- 폴 길포일
- 데이 영
- 프랜시스 가이넌
- 테리사 메릿

## 기타 제작진
- 공동 제작: 로버트 엥글먼
- 배역: 다이앤 크리턴든
- 미술: 데이비드 니컬스
- 의상: 피터 미첼